# Hra o přežití
Hra o přežití (anglicky survival) je podžánr akčních her, které se nejčastěji odehrávají v nepřátelském prostředí a otevřeném světě. Hráči obvykle začínají s minimálním vybavením a je od nich požadováno, aby přežili co nejdéle tím, že najdou zdroje potřebné k zvládnutí hladu, žízně a chorob. Mnoho survival her je založeno na náhodě. V poslední době[kdy?] jsou tyto hry často hratelné online, což hráčům umožňuje interakci v jediném světě. Survival hry jsou běžně bez stanovených cílů a často úzce souvisí s žánrem survival horor, kde hráč musí přežít v nadpřirozeném prostředí, jako je zombie apokalypsa.

## Mechanika
Mnoho survival her je z pohledu první osoby. Jiné tituly používají dvourozměrný boční pohled, třeba Terraria a Starbound. Zatímco Don't Starve používá trojrozměrný pohled. Téma přežití se objevuje i v her na hrdiny, například v Dead State a NEO Scavenger a následně i příběhových střílečkách z pohledu první osoby jako je S.T.A.L.K.E.R.. Podobné mechaniky se objevují i ve hře Tomb Raider z roku 2013 a herní sérii Far Cry.
Nejznámějšími hrami tohoto žánru jsou například Minecraft, The Last of Us, Green Hell nebo Resident Evil.